# Walkmühle (Wiesbaden)

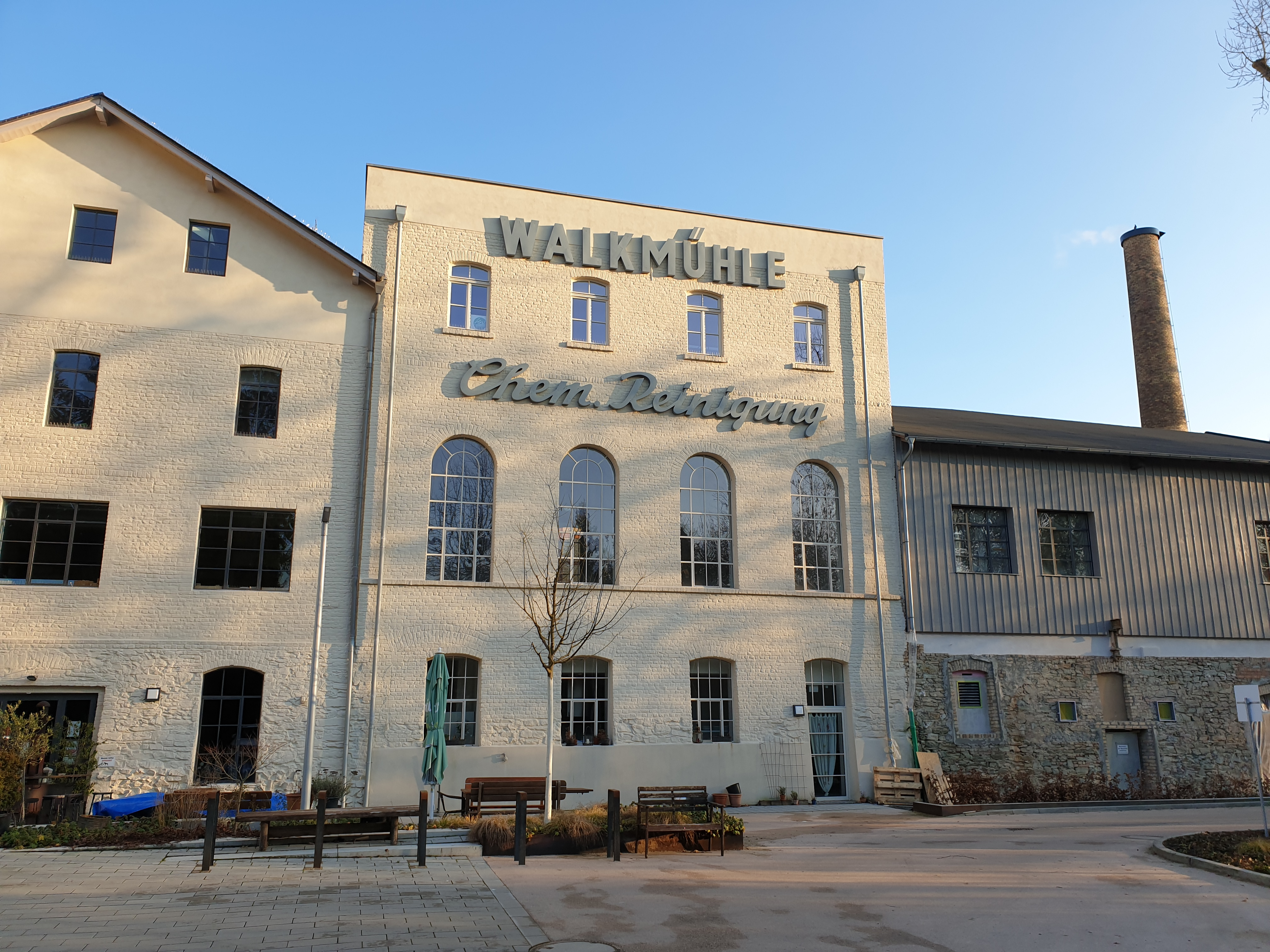
Walkmühle mit Schriftzug „Chem. Reinigung“, 2022

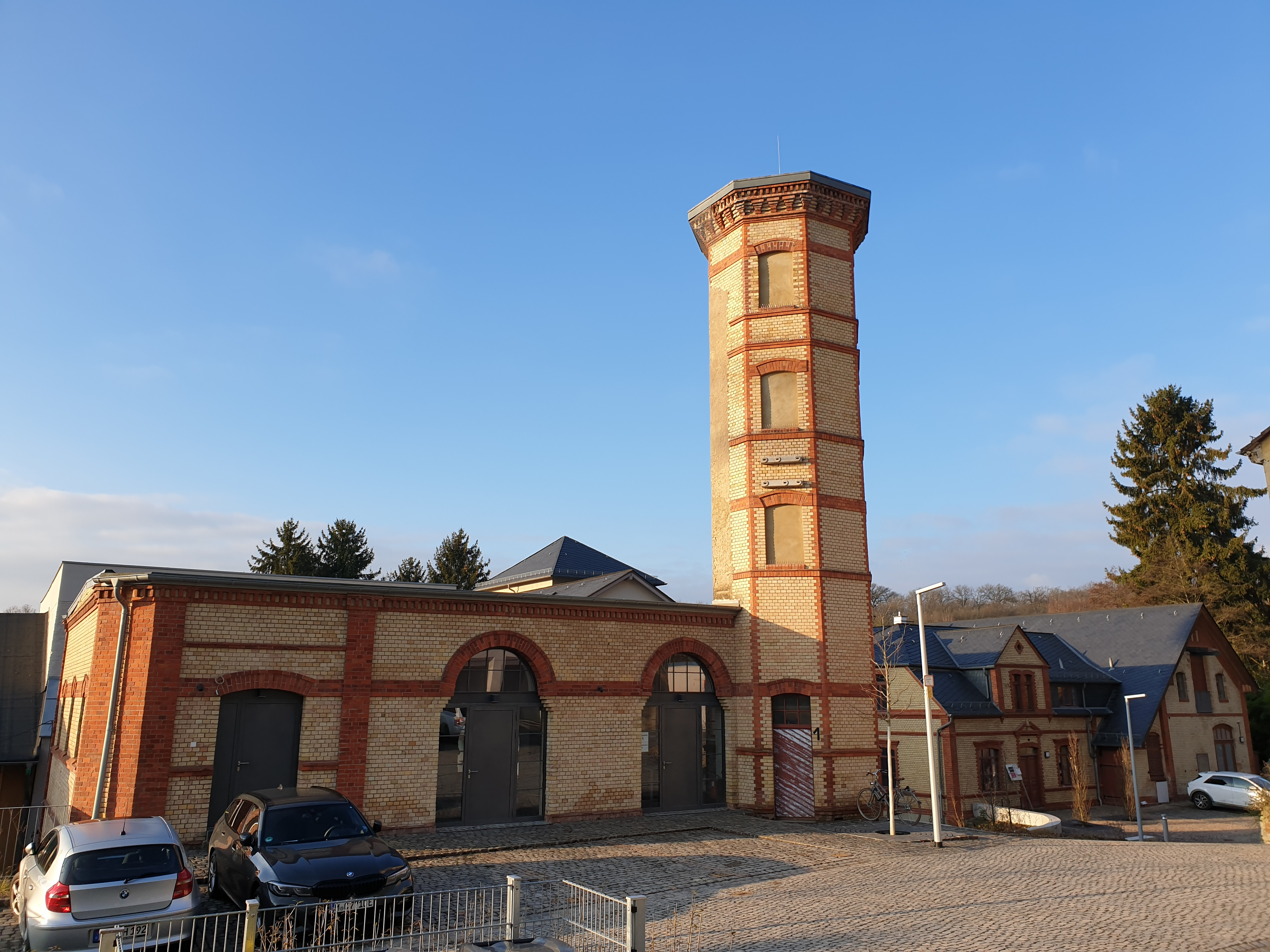
Sanierter Turm, 2022

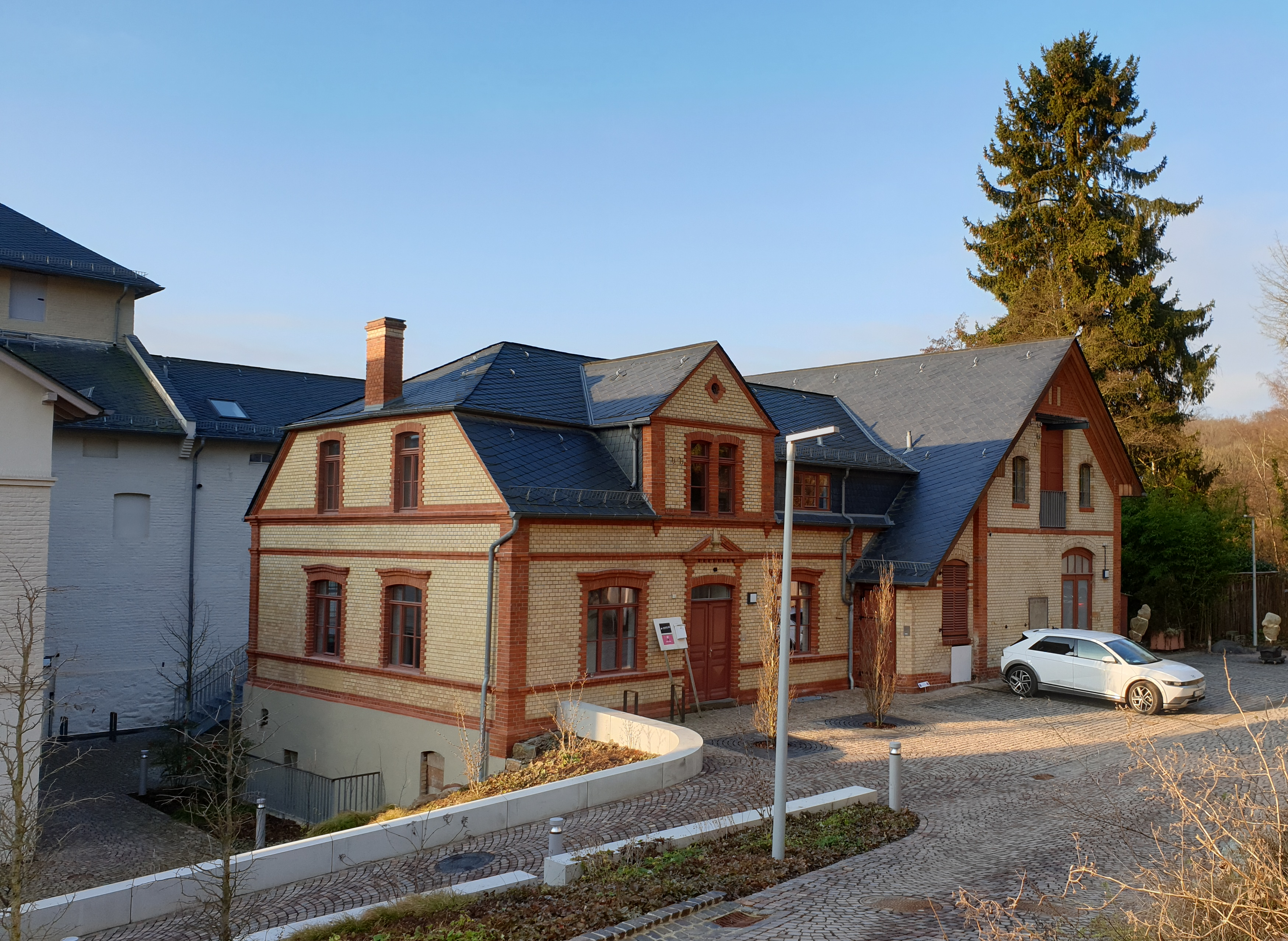
Ein Nebengebäude

Die Walkmühle ist eine denkmalgeschützte Anlage mit Ateliers und Ausstellungsräumen des Künstlervereins Walkmühle in der hessischen Landeshauptstadt Wiesbaden.

## Lage
Die Walkmühle liegt am Bornhofenweg im Wiesbadener Ortsbezirk Nordost im Tal des Kesselbachs, der über den Salzbach in den Rhein entwässert. Unterhalb befinden sich die Albrecht-Dürer-Anlage und die Kreuzkirche.

## Geschichte
Das „Waysenhaus-Walckmühle“ wurde vom Stadtpfarrer Egidius Günther Hellmund (1678–1749) als Waisenhaus mit angeschlossenen Werkstätten gebaut. Das Hauptgebäude wurde um 1737 erbaut, die darin befindliche Wassermühle diente als Energiequelle für Seiler, Schlosser und Waffenschmiede, deren Mieten das Waisenhaus finanzierten. 1797 wurde die Mühle erneuert und 1810 versteigert. Die neue Besitzerin baute sie zur Gaststätte mit Tanzsaal um, nutzte die Mühle aber weiter zum Hanfreiben und Lederwalken. Ab 1867 diente das Gelände der Walkmühl-Brauerei, die den Mühlenbau entfernte und stattdessen einen größeren Gebäudekomplex mit weitläufigen, kunstvoll gemauerten Kelleranlagen errichtete. Diese von Wilhelm Ippel und Albert Wolff konzipierten Gebäude stehen unter Denkmalschutz. Nach dem Ersten Weltkrieg wurden in den Gebäuden Textilien gereinigt und Stoffe gefärbt.

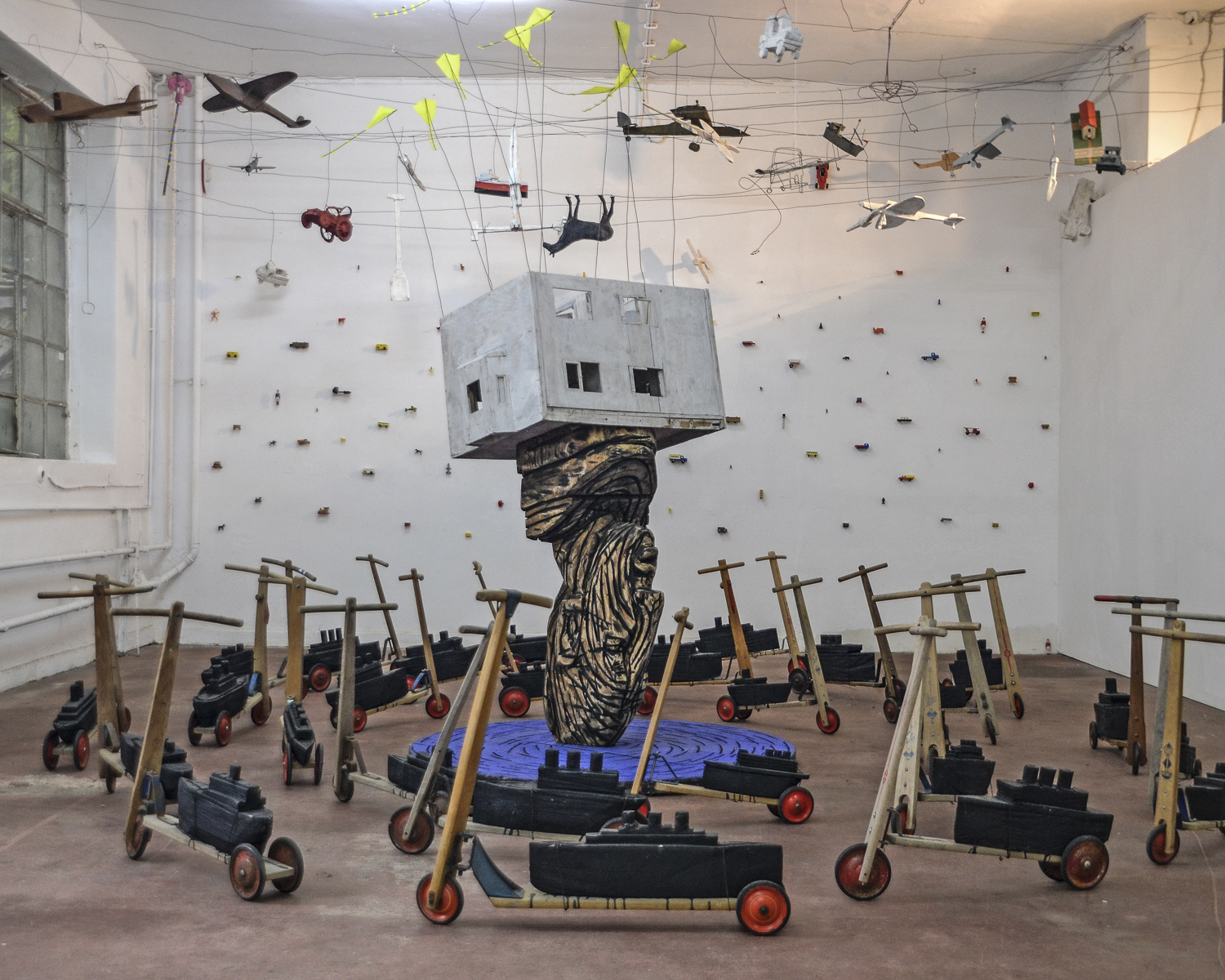
Ausstellung von Udo Gottfried, 2014

Im Jahr 1966 kaufte die Stadt Wiesbaden das Grundstück für rund 1,7 Millionen Mark, der Reinigungsbetrieb wurde eingestellt. Das ZDF, das oberhalb der Mühle am ehemaligen Sitz der Taunusfilm und heutigen Mediencampus „Unter den Eichen“ der Hochschule Rhein-Main untergebracht war, nutzte ab Ende der 1960er-Jahre das Gelände für Büros und Lagerräume. 1984 war der Umzug des ZDF nach Mainz-Lerchenberg abgeschlossen.
Einige Künstler, Wohnungssuchende und Gewerbetreibende „besetzten“ Mitte der 1980er-Jahre die Gebäude mit Duldung der Stadt Wiesbaden und richteten sich auf eigene Rechnung Wohnungen und Ateliers her. Mitte der 1990er-Jahre wollte die Stadt das Anwesen wegen der hohen Kosten für Instandhaltung und Sanierung verkaufen, wegen vermuteter Altlasten im Boden fand sich aber kein Käufer. Die Künstler gründeten den „Verein Walkmühle“, verhinderten den Abriss, entrümpelten das Gelände und erreichten eine Einstufung als Kulturdenkmal. Weitere Künstler des Vereins „Kunst+Raum Wiesbaden“ zogen in die Gebäude ein. Die beiden Vereine schlossen sich 2005 als gemeinnütziger „Künstlerverein Walkmühle“ zusammen und begannen, Ausstellungen und Veranstaltungen durchzuführen. Im Jahr 2011 erhielt der Verein den Preis zur Förderung des kulturellen Lebens der Stadt Wiesbaden.
Im Jahr 2009 legte der Künstlerverein ein Sanierungs- und Nutzungskonzept vor. Im Oktober desselben Jahres begann die Stadt Wiesbaden, die Altlasten im Boden zu sanieren. Im Jahr 2013 beschloss die Stadtverordnetenversammlung die nötigen Zuschüsse und übertrug die Eigentumsrechte an die stadteigene Wiesbadener Immobilien Management (WIM, heute Gewerbe Immobilien GmbH), die mit der Sanierung des Industriedenkmals begann. Die Kosten der Maßnahme wurden auf 12 Millionen Euro geschätzt. Die Sanierung konnte im April 2022 abgeschlossen werden, was mit einem Fest gefeiert wurde. Die Anlagen und Gebäude werden für Gewerbetreibende, Ateliers, Cafés sowie Ausstellungen genutzt. Um die Sanierung zu finanzieren, werden auf dem Gelände Eigentumswohnungen errichtet.

unsanierte Anlage, 2012
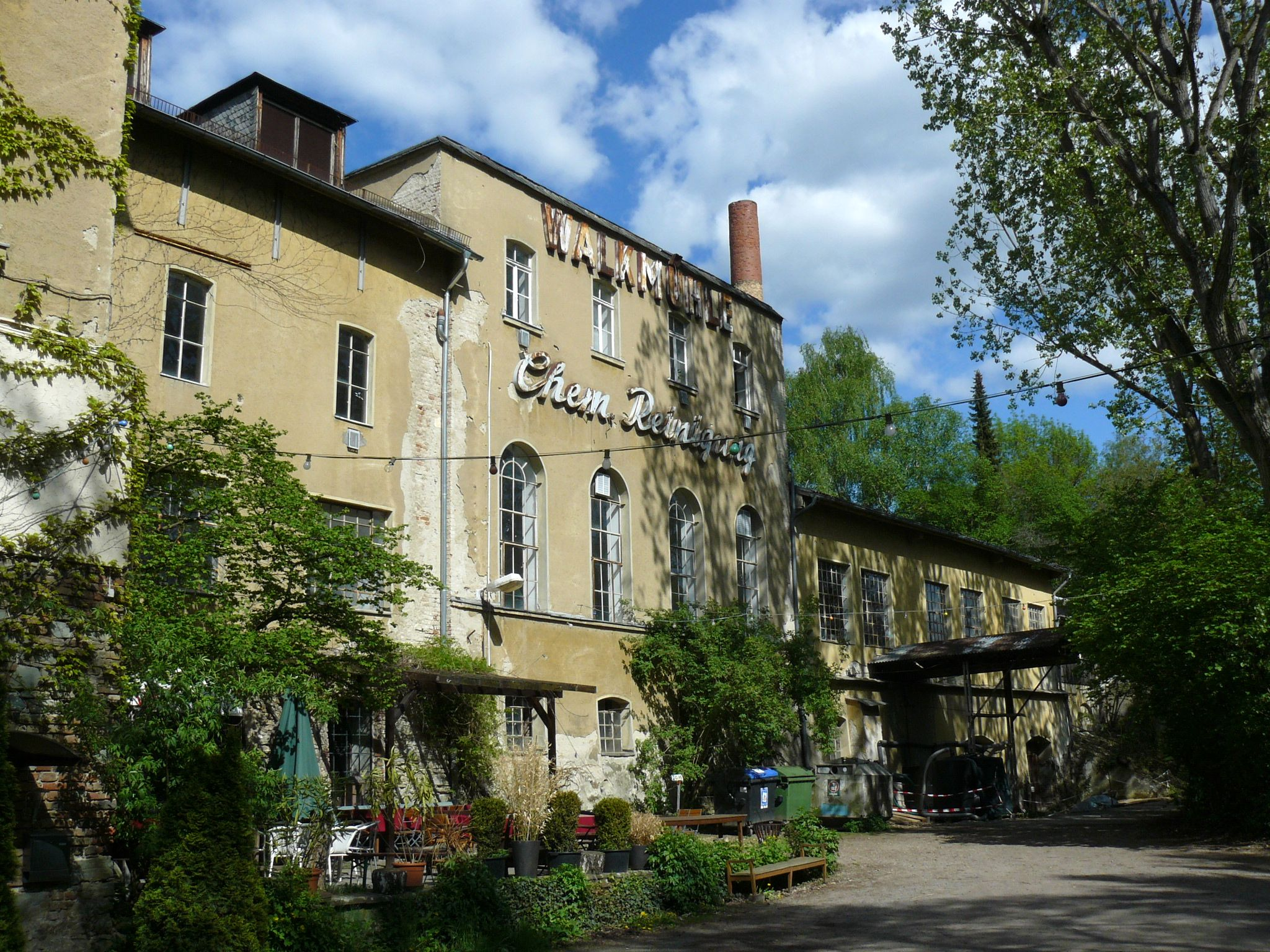
Schriftzug „Chem. Reinigung“
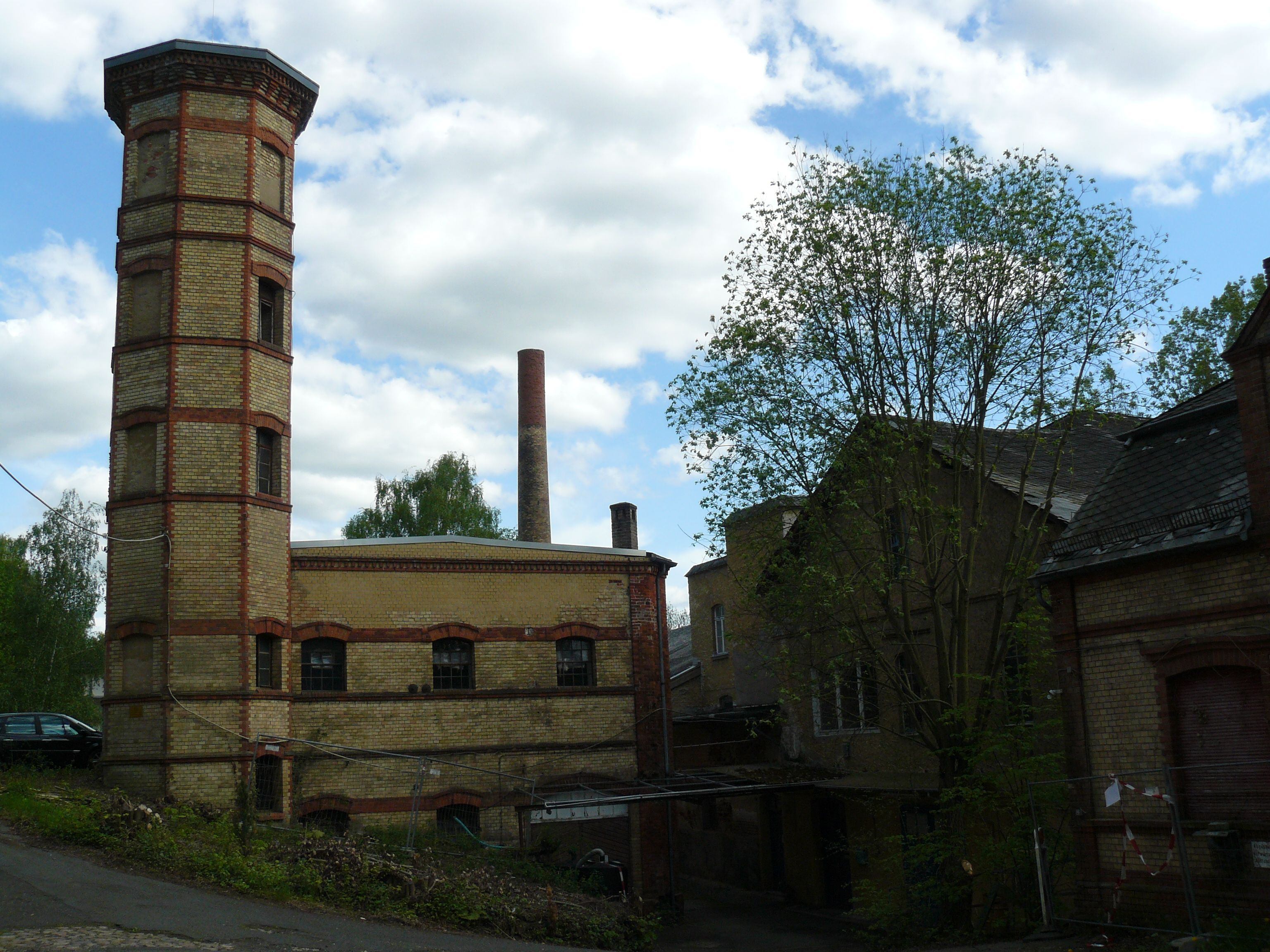
Turm
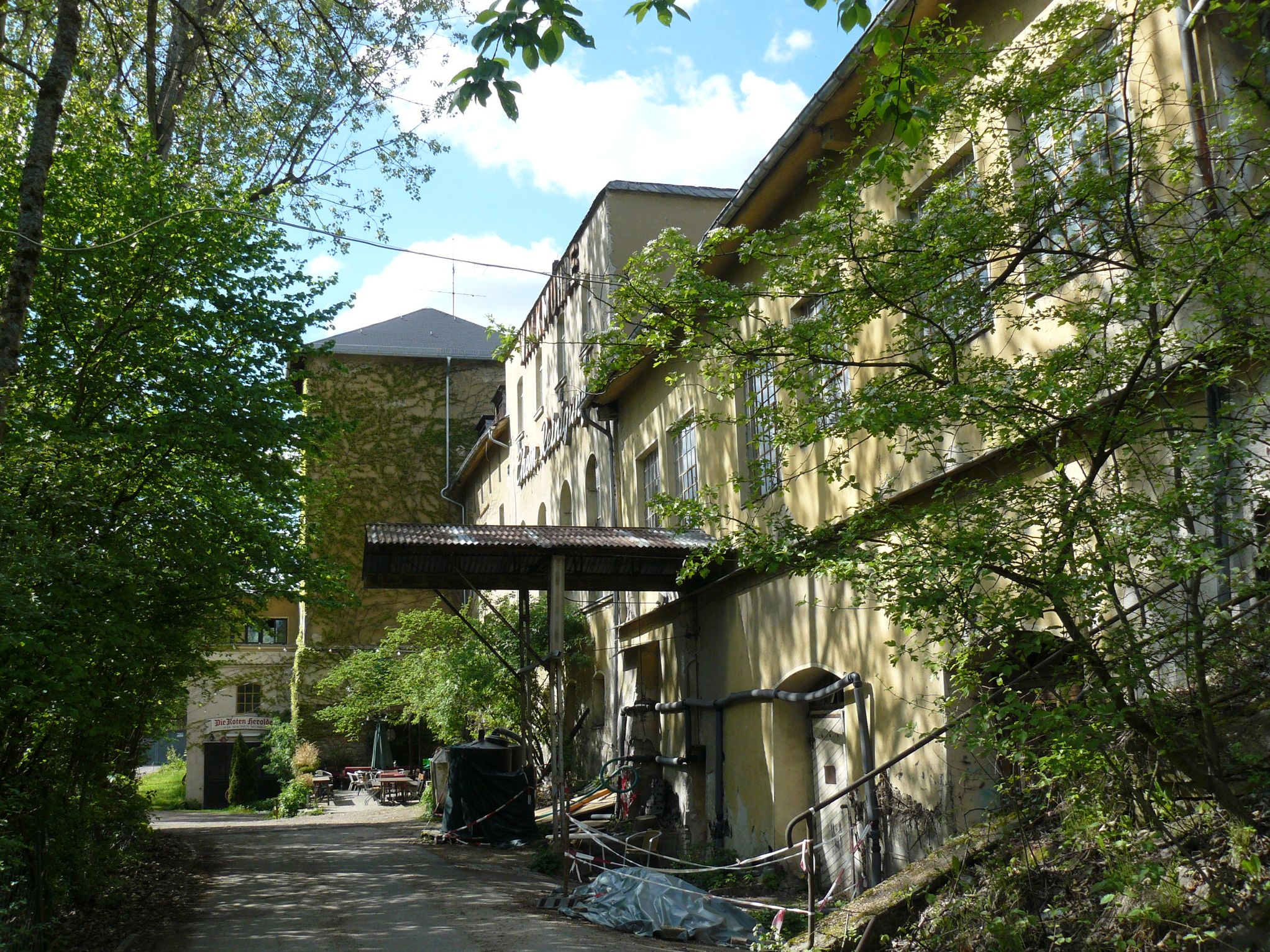
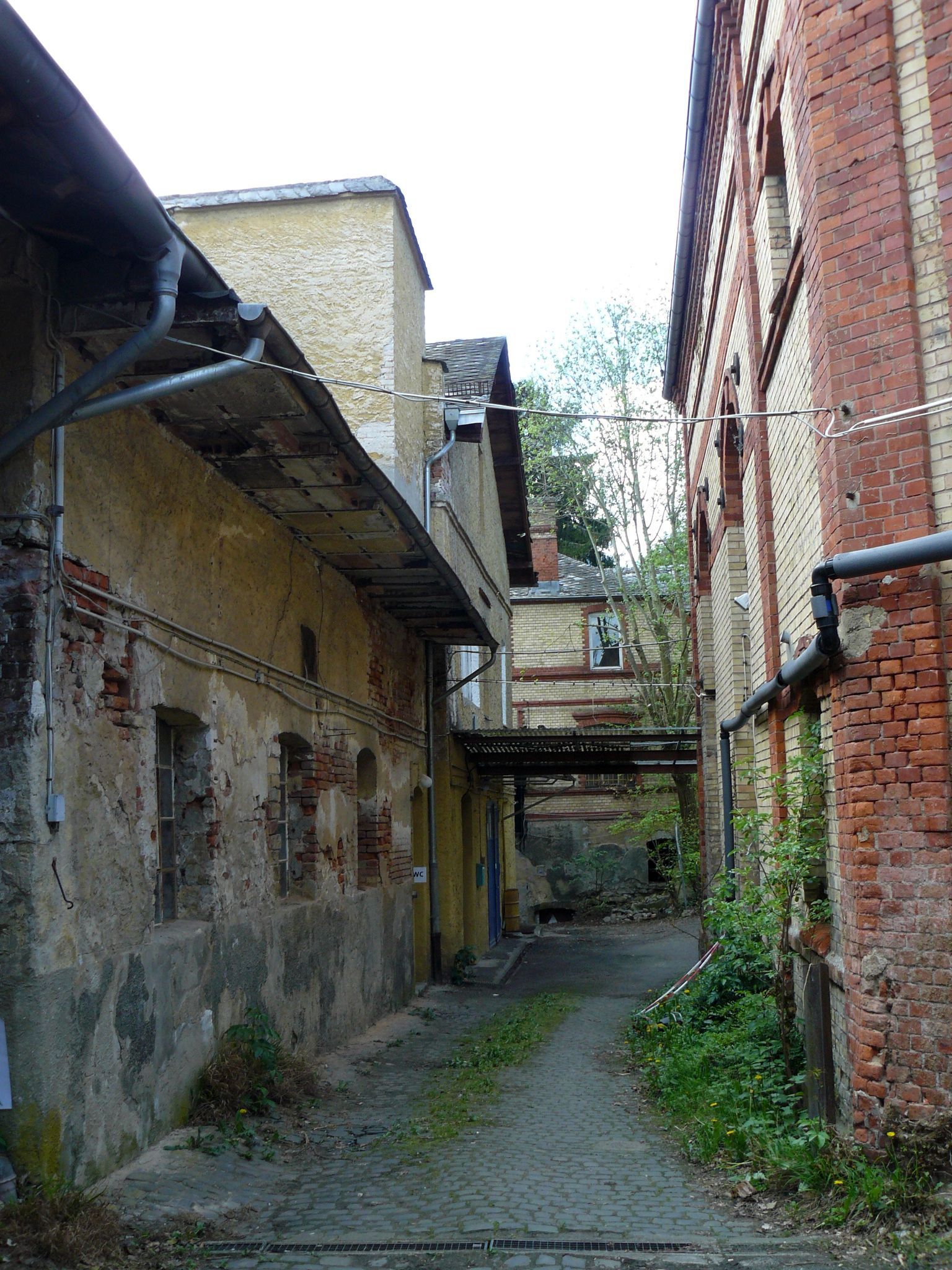
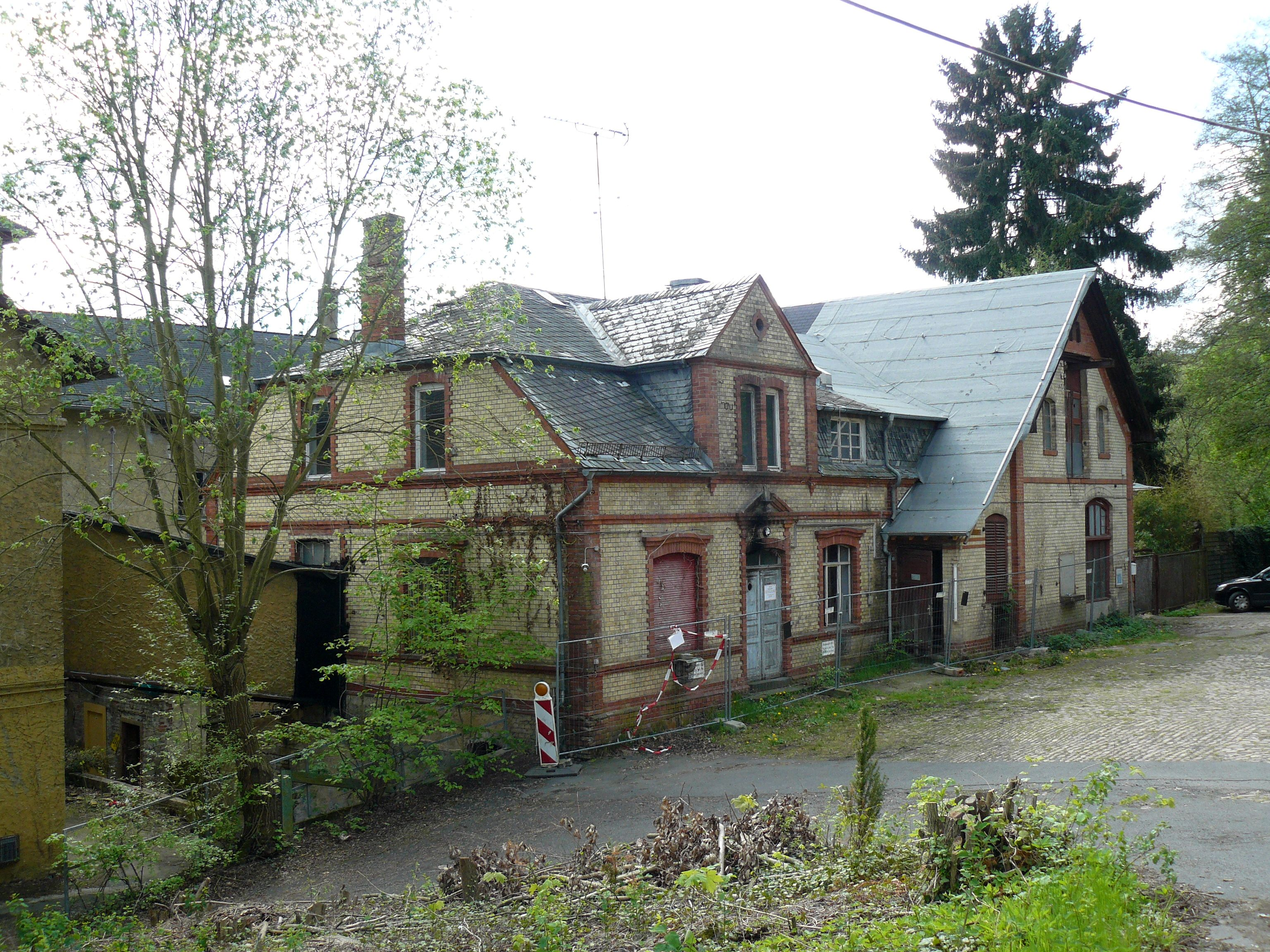